# Homoneura albomarginata
Homoneura albomarginata är en tvåvingeart som beskrevs av Leander Czerny 1932. Homoneura albomarginata ingår i släktet Homoneura och familjen lövflugor. Inga underarter finns listade i Catalogue of Life.